# Lliga suïssa d'hoquei sobre patins
La Lliga suïssa d'hoquei sobre patins és la competició d'hoquei patins més important de Suïssa, donant accés al seu vencedor a la Copa d'Europa. La competició es disputa des de 1911 i l'equip amb més títols és, de llarg, el Montreux Hockey Club.

## Palmarès
- 50 títols: Montreux Hockey Club
- 13 títols: Genève Rink Hockey Club
- 9 títols: Rollsport Zurich
- 8 títols: Sport Club Thunerstern
- 5 títols: Rollsport Club Uttigen
- 3 títols: Rink-Hockey Club Diessbach
- 2 títols: Rollschuh-Sport Basel i
- 1 títol: American HC, Luzern, RC Zurich, RHC Wimmis, RSV Weil, Vevey HC, Zuricher RSC, Friedlingen i Roller Club Biasca.

## Història
- 2023 RC Diessbach
- 2022 Genève RHC
- 2021 no disputat
- 2020 no disputat
- 2019 RC Biasca
- 2018 Montreux HC
- 2017 Montreux HC
- 2016 RC Diessbach
- 2015 RS Basel
- 2014 Genève RHC
- 2013 RC Diessbach
- 2012 Friedlingen
- 2011 Genève RHC
- 2010 Genève RHC
- 2009 RSV Weil
- 2008 Genève RHC
- 2007 RHC Wimmis
- 2006 Genève RHC
- 2005 SC Thunerstern
- 2004 RSC Uttigen
- 2003 RSC Uttigen
- 2002 RSC Uttigen
- 2001 SC Thunerstern
- 2000 RSC Uttigen
- 1999 RSC Uttigen
- 1998 Genève RHC
- 1997 Genève RHC
- 1996 Genève RHC
- 1995 Genève RHC
- 1994 SC Thunerstern
- 1993 Genève RHC
- 1992 Genève RHC
- 1991 SC Thunerstern
- 1990 SC Thunerstern
- 1989 SC Thunerstern
- 1988 SC Thunerstern
- 1987 Montreux HC
- 1986 Montreux HC
- 1985 RS Basel
- 1984 Montreux HC
- 1983 Montreux HC
- 1982 Montreux HC
- 1981 Vevey HC
- 1980 SC Thunerstern
- 1979 RC Zurich
- 1978 Rollsport Zurich
- 1977 Rollsport Zurich
- 1976 Montreux HC
- 1975 Montreux HC
- 1974 Rollsport Zurich
- 1973 Rollsport Zurich
- 1972 Rollsport Zurich
- 1971 Rollsport Zurich
- 1970 Rollsport Zurich
- 1969 Montreux HC
- 1968 Rollsport Zurich
- 1967 Rollsport Zurich
- 1966 Montreux HC
- 1965 Montreux HC
- 1964 Montreux HC
- 1963 Montreux HC
- 1962 Genève RHC
- 1961 Montreux HC
- 1960 Montreux HC
- 1959 Montreux HC
- 1958 Montreux HC
- 1957 Montreux HC
- 1956 no disputat
- 1955 Montreux HC
- 1954 Montreux HC
- 1953 Montreux HC
- 1952 Montreux HC
- 1951 Montreux HC
- 1950 Montreux HC
- 1949 Montreux HC
- 1948 Montreux HC
- 1947 Montreux HC
- 1946 Montreux HC
- 1945 Montreux HC
- 1944 Montreux HC
- 1943 Montreux HC
- 1942 Zuricher RSC
- 1941 Montreux HC
- 1940 Montreux HC
- 1939 Montreux HC
- 1938 Montreux HC
- 1937 Montreux HC
- 1936 Montreux HC
- 1935 Montreux HC
- 1934 Montreux HC
- 1933 Montreux HC
- 1932 Montreux HC
- 1931 Montreux HC
- 1930 Montreux HC
- 1929 Montreux HC
- 1928 Montreux HC
- 1927 Montreux HC
- 1926 Montreux HC
- 1925 Montreux HC
- 1914 Montreux HC
- 1913 Luzern
- 1911 American HC